# Jean-François Thomas de Thomon
Jean-François Thomas de Thomon, geboren Jean-François Thomas, (russisch Жан-Франсуа Тома де Томон Schan-Fransua Toma de Tomon; * 12. April 1760; † 23. Augustjul. / 4. September 1813greg. in St. Petersburg) war ein französisch-russischer Architekt.

## Leben
Im Alter von 17 Jahren wurde Thomas in die Klasse von Julien-David Le Roy (1724–1803) der Académie royale d’architecture aufgenommen, wo auch Charles Percier und Pierre-François-Léonard Fontaine studierten. Ohne Erfolg bemühte er sich um ein Stipendium für eine Italienreise, so dass er auf eigene Kosten 1785 nach Rom reiste. Dort nahm er ohne Zulassung an Vorlesungen der Académie de France à Rome im Palazzo Mancini teil, was von François-Guillaume Ménageot auch noch nach Jahren geduldet wurde. Thomas studierte die antike Architektur und spezialisierte sich auf den Klassizismus. Er fertigte Zeichnungen, Aquarelle und Ölgemälde von römischen Bauwerken und Landschaften in der Art Hubert Roberts und Nicolas Poussins an.
Thomas kehrte 1789 nach Frankreich zurück und wurde Architekt des Comte d’Artois. Aufgrund der Französischen Revolution konnte Thomas als glühender Royalist nicht mehr in Frankreich arbeiten, so dass er sich 1789 in Wien niederließ, wo er den adligen Namen Thomas de Thomon annahm. Bekannt wurde er durch den Bau einer Galerie im Schloss der Lubomirskis in Łańcut. 1792 lernte er den russischen Botschafter in Wien Dmitri Wladimirowitsch Golitzyn kennen. In Wien führte Thomas für die Esterházys 1794 verschiedene Bauten aus. Erhalten ist ein Badehaus in Eisenstadt.
1798 nahm Thomas eine Einladung seines in Moskau lebenden Bruders Alexander Thomas an und reiste über Hamburg und Riga nach Russland. Dabei gab er sich als in Bern geborener Schweizer aus, da Franzosen wegen des Verdachts revolutionärer Gesinnung die Einreise verwehrt war. Thomas arbeitete zunächst für die Golitzyns auf deren Landsitzen. 1799 ließ er sich auf Einladung von Alexander Michailowitsch Golizyn in St. Petersburg nieder. 1800 begann er an der Kaiserlichen Akademie der Künste zu lehren.
1802 erhielt Thomas von Alexander I. den Auftrag, das von Antonio Rinaldi 1775 gebaute Kamenny-Theater umzubauen, was dann bis 1805 erfolgte. Er wurde zum Hofarchitekten ernannt und blieb Architekt des Theaters, bis es 1811 abbrannte. Er beteiligte sich wie auch Giacomo Quarenghi am Ausschreibungswettbewerb für den Wiederaufbau, den jedoch Antoine-François Mauduit gewann.
1805 übernahm Thomas Quarenghis Projekt für den Bau der Börse auf der Wassiljewski-Insel, da der 1787 errichtete Bau nicht mehr dem Stadtbild und den Ansprüchen genügte. Thomas realisierte einen großartigen Bau in Form eines antiken Peripteros nach dem Vorbild des Hera-Tempels in Paestum. Den Giebel schmückten Skulpturen von Iwan Prokofjewitsch Prokofjew und Feodossi Fjodorowitsch Schtschedrin. Gleichzeitig führte Thomas mit dem Steinmetz Samson Suchanow das Projekt zur Neugestaltung der Ostspitze der Wassiljewski-Insel mit den beiden Rostrasäulen auf dem Börsenplatz durch. 1806 gewann Thomas den Ausschreibungswettbewerb für das Mausoleum Pauls I. für seine Frau in Pawlowsk, das er in Form eines antiken Tempels baute.
Dann baute Thomas das alte Opernhaus Odessa im klassizistischen Stil (1804–1809), das Militärhospital in Odessa (1806–1821), das 1811 eingeweihte Denkmal mit der Ehrensäule von Feodossi Fjodorowitsch Schtschedrin zur Erinnerung an die Schlacht bei Poltawa auf dem Runden Platz in Poltawa, Brunnen entlang der Straße von St. Petersburg nach Zarskoje Selo (1809, davon einer vor der Kasaner Kathedrale und ein anderer im Siegespark) und das Salzlagerhaus an der Newa. Das Haus der Gräfing A. G. Laval baute er 1805–1810 um. Seine Zeichnungen und Pläne veröffentlichte er in einem Sammelband. Ab 1811 lehrte Thomas an dem neuen von Agustín de Betancourt geleiteten Institut des Verkehrsingenieurkorps.
Als Thomas 1813 Mauduits noch nicht fertiggestellten Neubau des Kamenny-Theaters inspizierte, fiel er vom Gerüst und starb bald danach an den Verletzungen. Er wurde in St. Petersburg auf dem Smolensker Friedhof begraben. 1955 wurde er auf den Lazarus-Friedhof am Alexander-Newski-Kloster umgebettet.

## Werke

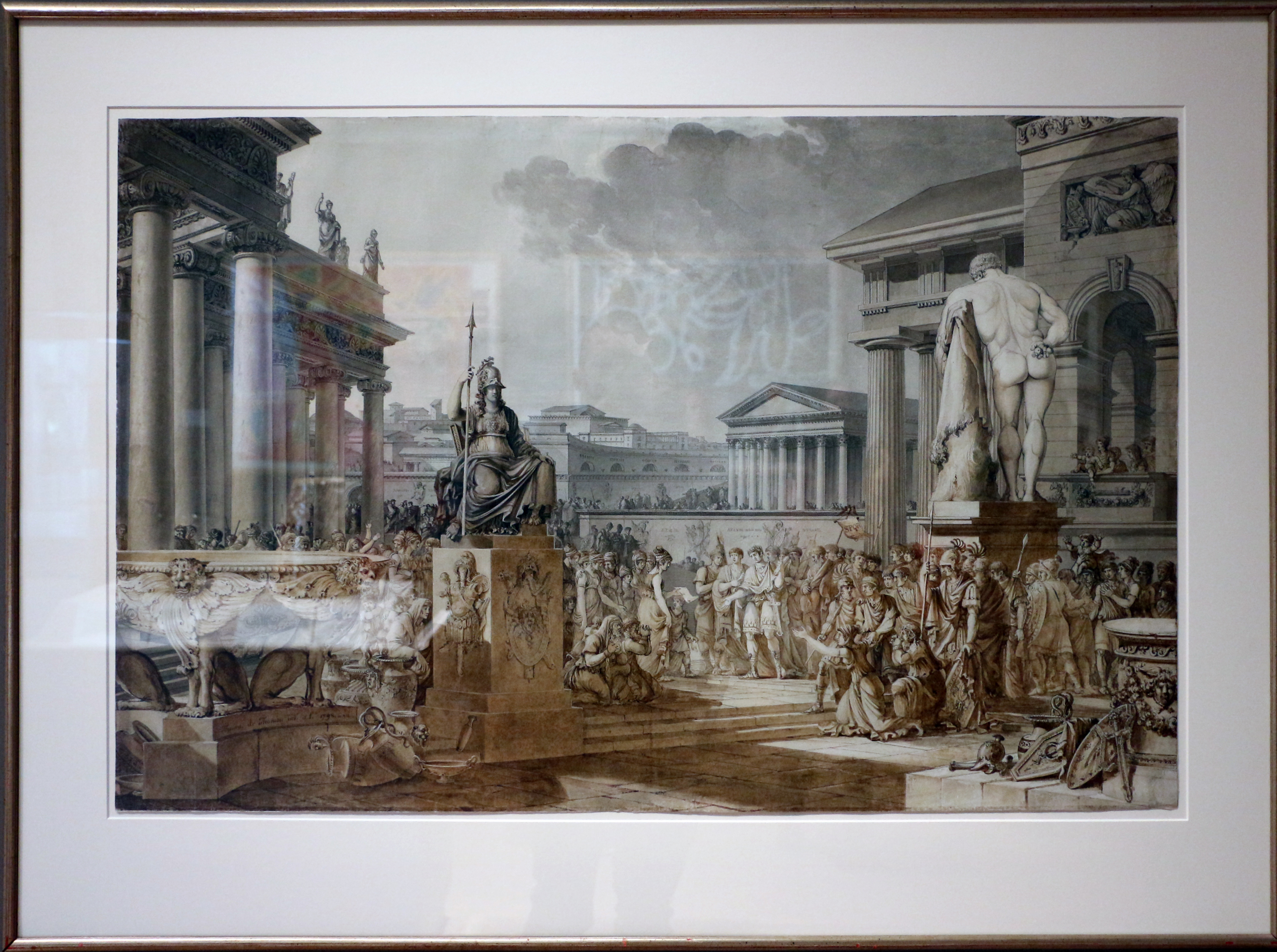
Der römischer Kaiser wird um Mitleid angefleht (1798), Speed Art Museum, Louisville (Kentucky)
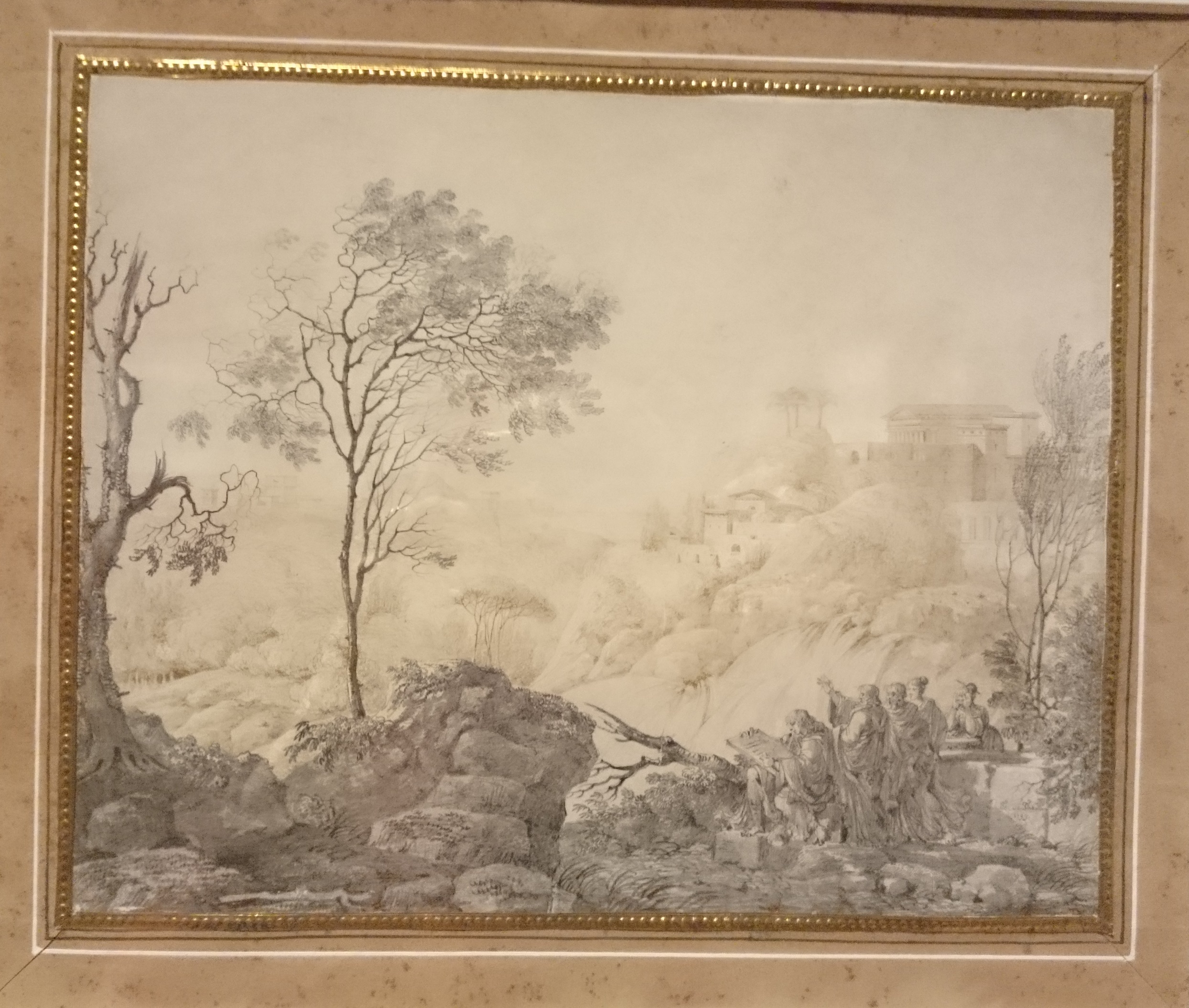
Landschaft mit antiken Personen (1799), Puschkin-Museum
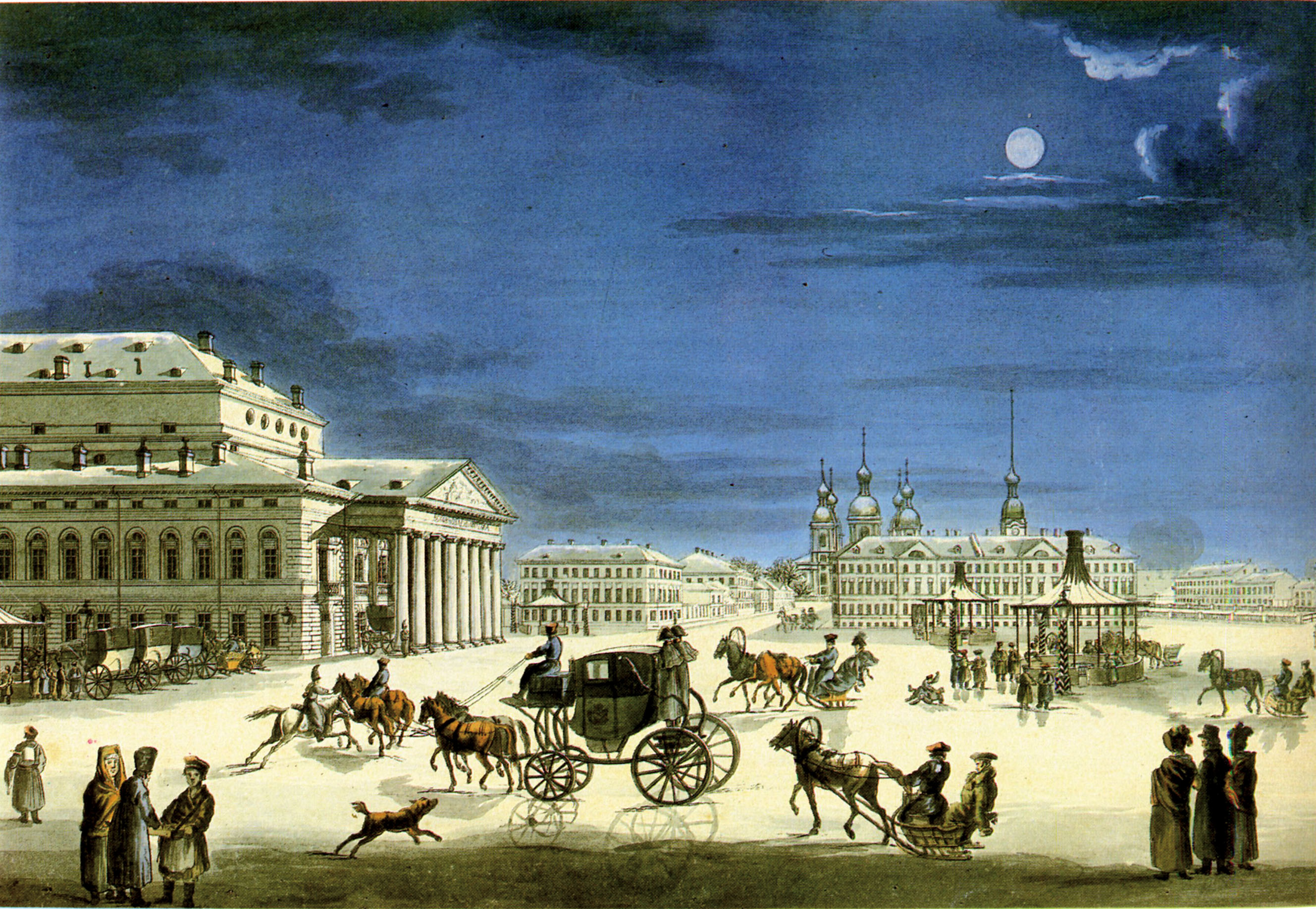
Kamenny-Theater (1810), St. Petersburg
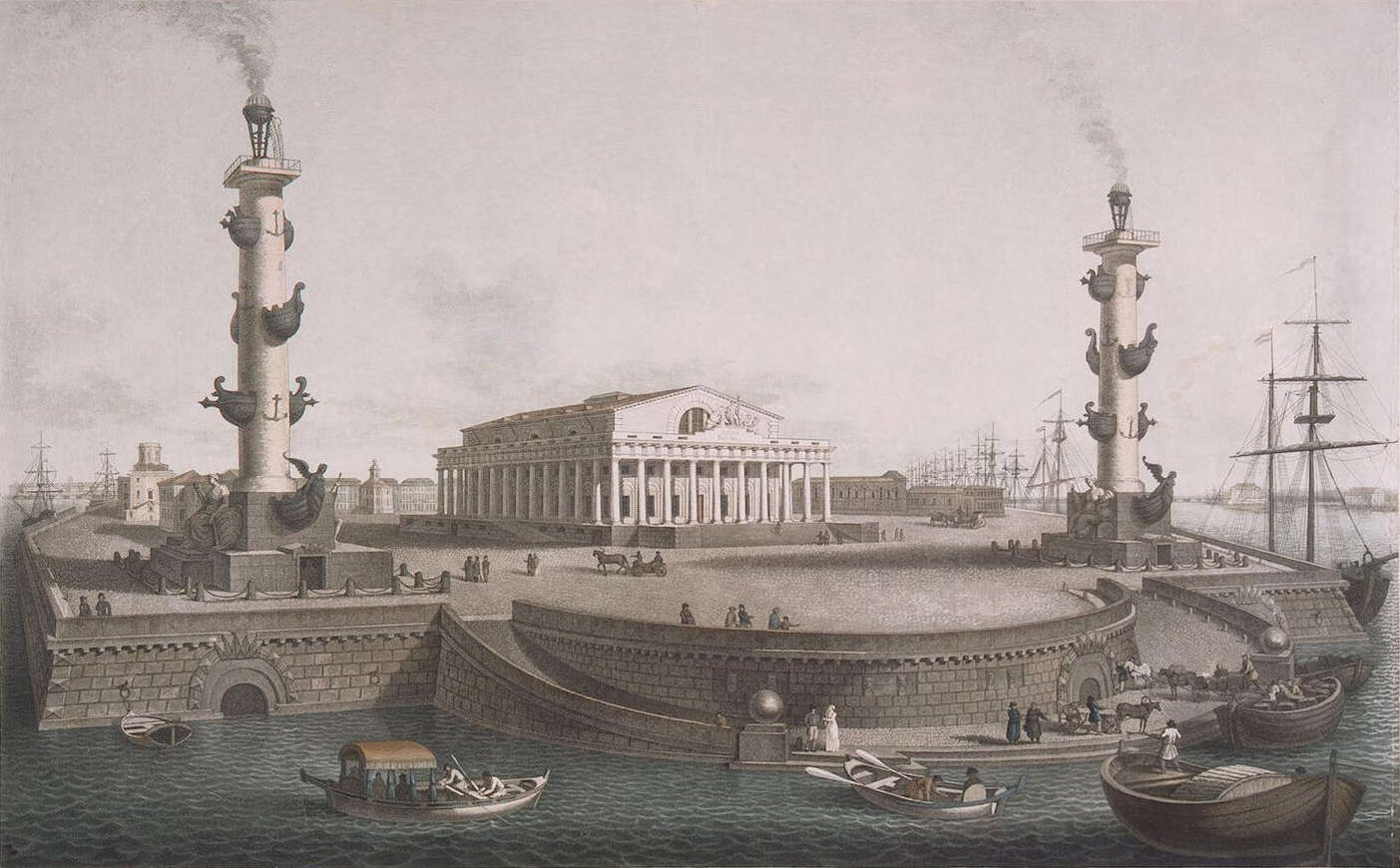
Börse (1810), St. Petersburg
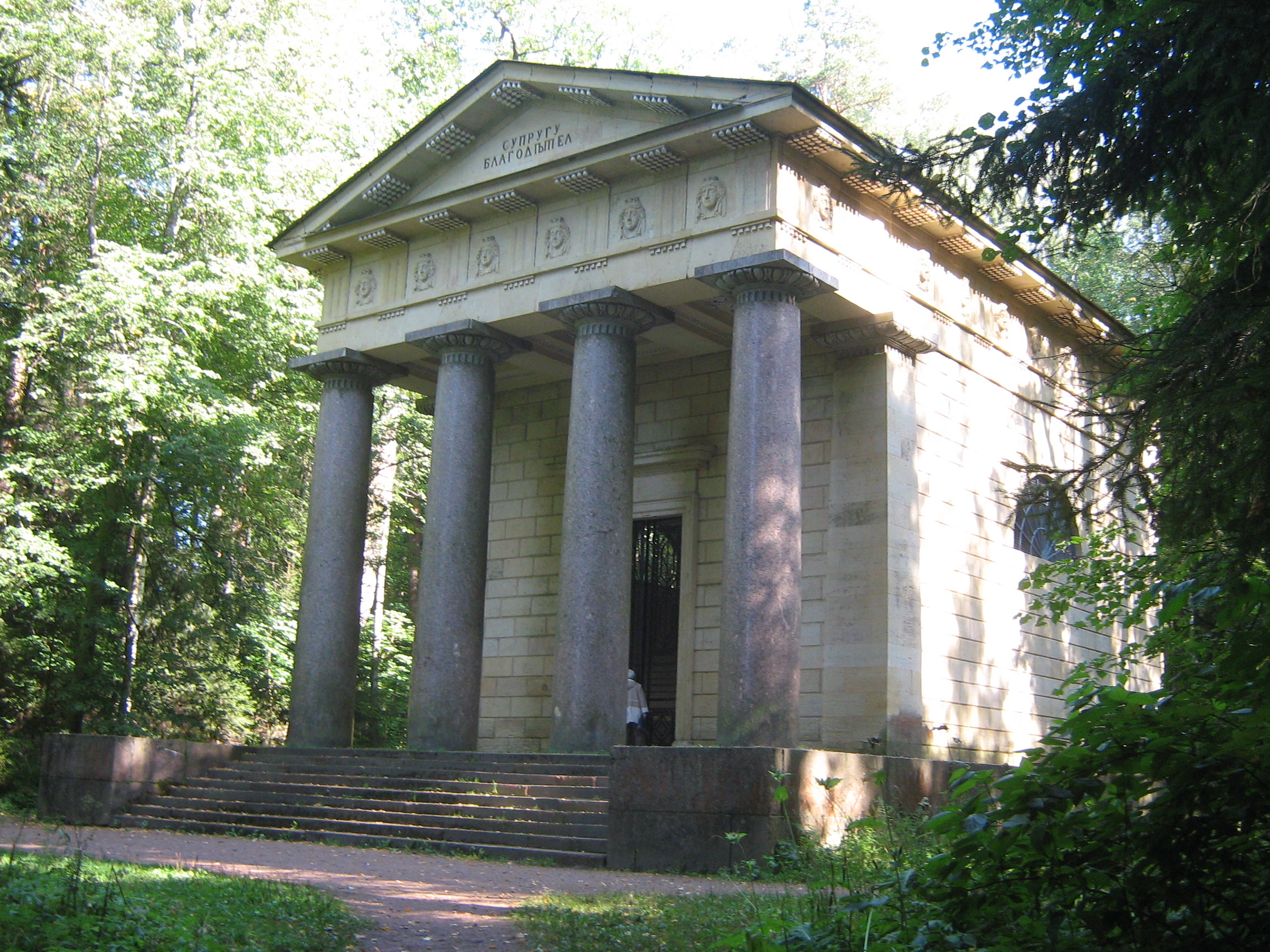
Mausoleum, Pawlowsk
Denkmal der Schlacht bei Poltawa, Poltawa
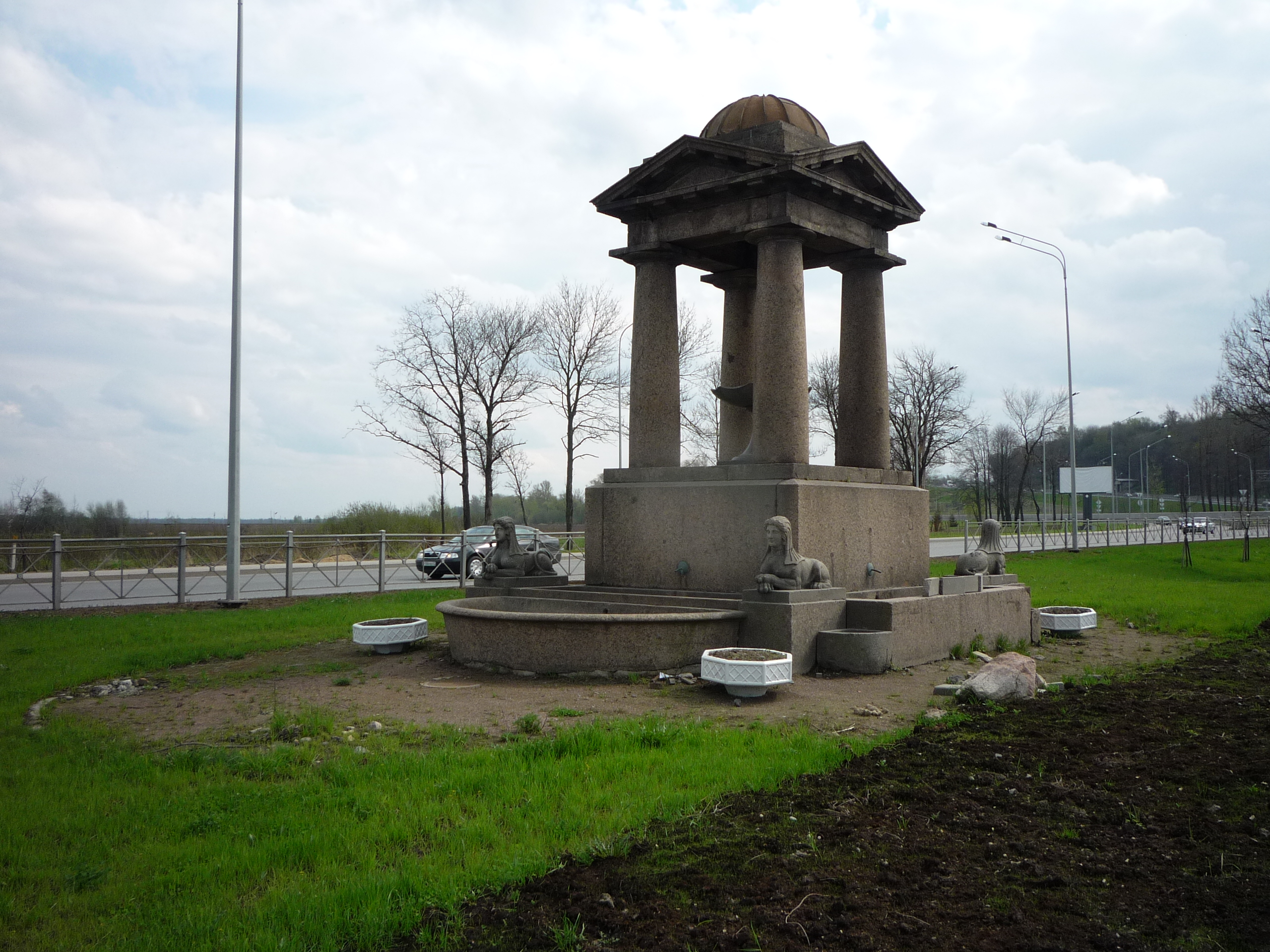
Brunnen mit Sphinxen, Pulkowskoje Schosse, St. Petersburg
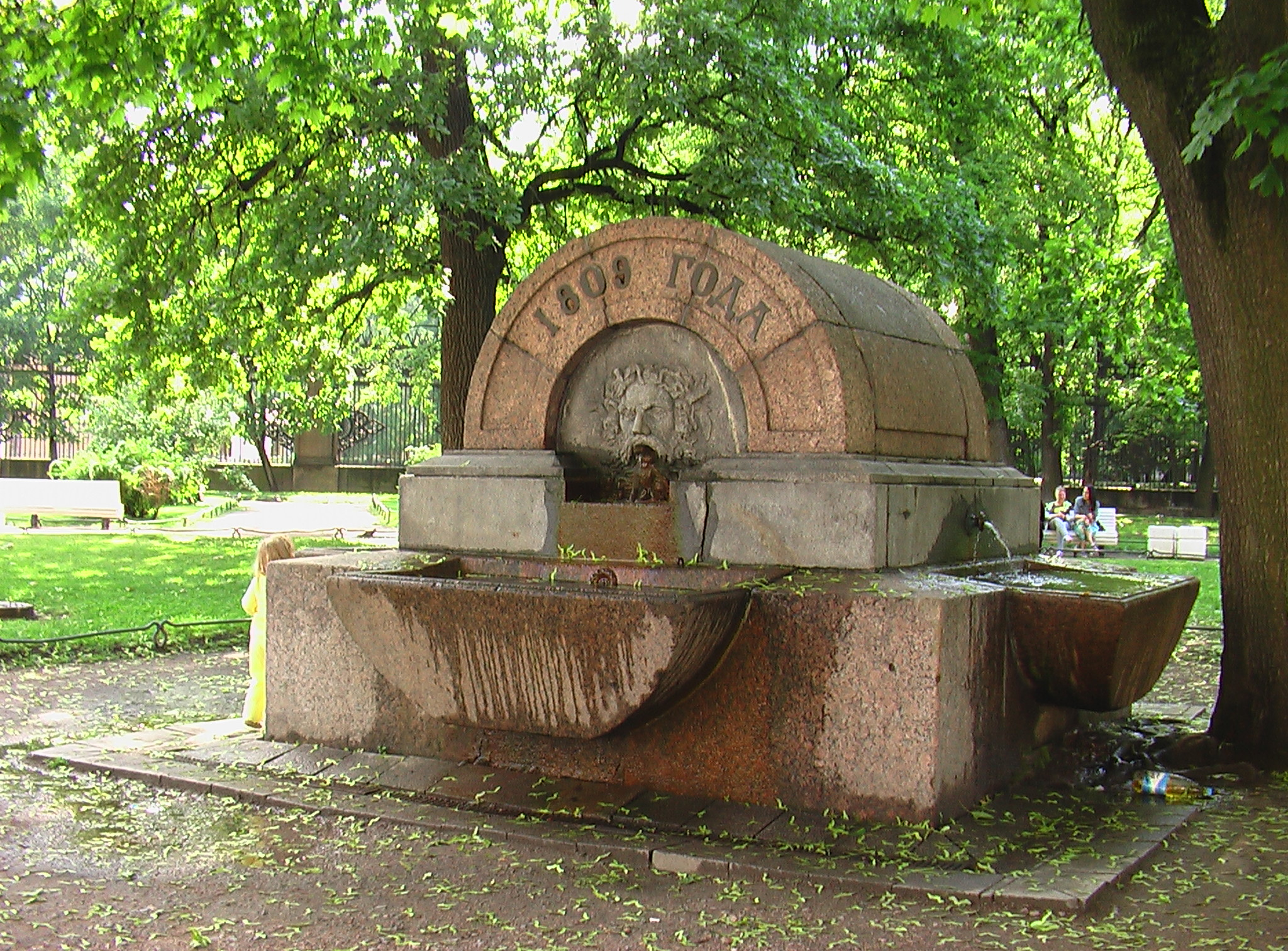
Brunnen, Woronichinski Skwer, St. Petersburg
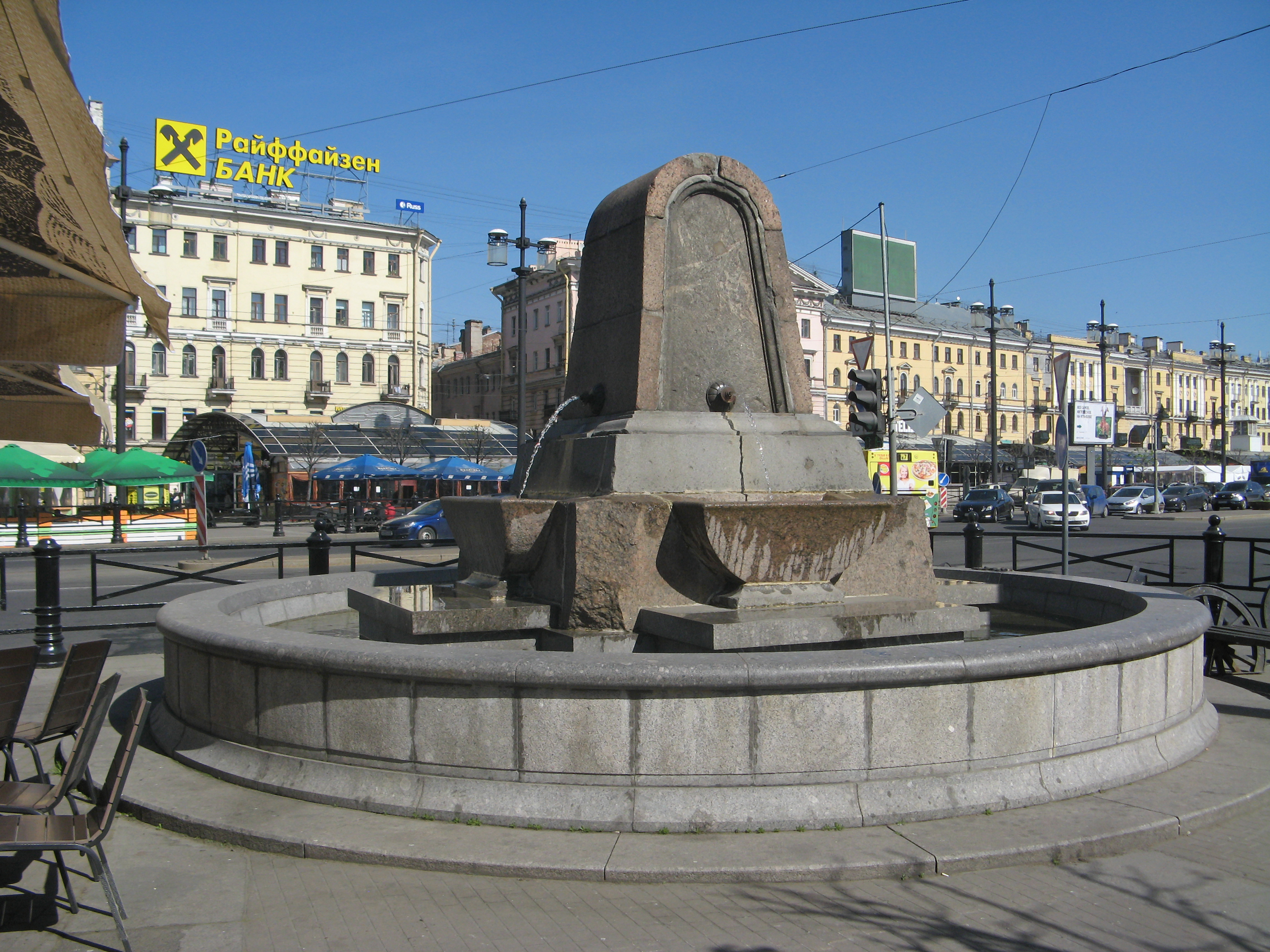
Neptun-Brunnen, Sennaja Ploschtschad, St. Petersburg